# San Roque (Saipán)
San Roque es un asentamiento en la isla de Saipán, en las Islas Marianas del Norte. Se encuentra al norte de Tanapag en la costa noroeste de la isla, cerca del punto donde el arrecife de barrera que protege el puerto Tanapag se une a la isla. Se conecta a Tanapag por la carretera Marpi que corre a lo largo de la costa noroeste.